# HD 219134 g
HD 219134 g (بالإنجليزية: HD 219134 g)‏ هو كوكب خارج المجموعة الشمسية، في كوكبة ذات الكرسي، يتبع HD 219134 ‏.

## الاكتشاف
اكتشف في 17 نوفمبر 2015.